# Biduanda scudderii
Biduanda scudderii är en fjärilsart som beskrevs av William Doherty 1889. Biduanda scudderii ingår i släktet Biduanda och familjen juvelvingar. Inga underarter finns listade i Catalogue of Life.